# Ftiotyda
Ftiotyda (gr. klas. Φθιώτις, gr. Φθιώτιδα) – kraina historyczna w Grecji. 
Do 2010 roku prefektura w regionie administracyjnym Grecja Środkowa ze stolicą w Lamii. Od reformy administracyjnej 2011 stanowi jednostkę regionalną.
Graniczy od północy z Magnezją, Larisą i Karditsą w regionie administracyjnym Tesalia, od zachodu Eurytanią z regionu Grecja Środkowa oraz z Etolią i Akarnanią (region Grecja Zachodnia), od południa z Fokidą i Beocją (Grecja Środkowa). Od wschodu ma dostęp do Morza Egejskiego poprzez Zatokę Eubejską Północną, oddzielającą stały ląd od wyspy Eubei. Ftiotyda zajmuje powierzchnię 4441 km², zamieszkuje ją 181 383 (stan z roku 2005).

## Warunki naturalne
Teren Ftiotydy jest przeważnie górzysty, z wyjątkiem równinnej centralnej części i niewielkich nizinnych obszarów wzdłuż wybrzeży. Panuje tu klimat śródziemnomorski.